# Papuana oryctoides
Papuana oryctoides är en skalbaggsart som beskrevs av Roger Paul Dechambre 2005. Papuana oryctoides ingår i släktet Papuana och familjen Dynastidae. Inga underarter finns listade i Catalogue of Life.